# Кирил I Лукарис
Кирил Лукарис (на гръцки: Κύριλλος Λούκαρις (Λούκαρης)) е пет пъти вселенски патриарх в средата на XVII век.

## Произход
Дядо му Мелетий Пигас е патриарх на Александрия.

## Образование
Като млад обикаля из Европа и учи във Венеция и Падуанския университет, като пребивава и в Женева на калвинизма. Тези му обиколки формират светогледа, както и богословието му. Теоложките си възгледи излага в студии четени във Венеция, Падуа и Витенберг. Става таен калвинист. Ръкописът на неговия Символ на вярата e запазен в Женева. По заръка на александрийския патриарх Милетий I Александрийски участва в сключването на Брестката уния. Шест години е професор и преподавател по богословие в Православната академия във Вилно, след което се отправя в Александрия. 
Кирил одобрява църквата на Англия и е финансиран от Максим Галиполски да преведе на димотики Библията.

## Служение
Първо е александрийски патриарх (1601–1620), след което и Вселенски. Въвежда в богослужението днешните кръгли владишки корони, изработвани в Дебър.
Кирил се опитва да реформира Православната църква. Води непримирима борба с обществото на Исус с подкрепата на посланиците на Англия, Нидерландия и Швеция в Константинопол, но йезуитите го обвиняват пред Високата порта в държавна измяна и обвинението е потвърдено, след което е екзекутиран от османците чрез удавяне във водите на Босфора, т.е. своеобразно наказание в торбата. 

## Следствие
Веднага след смъртта му е четена анатема за живота и делата му. Влиянието и разколът, които внася в православието Кирил са толкова големи и ужасни, че се налага свикването на вселенския Яшки събор, чиито съборни определения и решения са потвърдени и над Божи гроб от последвалия синодален събор в Йерусалим. 

## Изследвания
- Strenopoulos, G. Kyrillos Loukaris, 1572-1638: A Struggle for Preponderance between Catholic and Protestant Powers in the Orthodox East. London, SPCK, 1951.
- Hadjiantoniou, G. A. Protestant Patriarch: The Life of Cyril Lukaris (1572-1638), Patriarch of Constantinople. Richmond (VA), 1961.
- Pallis, A. Cyril Lukaris, Patriarch of Constantinople. Athens, 1964.
- Кирил Лукарис (патриарх Константинопольский). Восточное исповедание христианской веры. СПб., 2000 (Mystica christiana).
- Todt, K.-P. Kyrillos Loukaris. – In: La théologie byzantine et sa tradition (edd. C. G. Conticello, V. Conticello). T. II. Turnhout, 2002, 617-658
- Tsakiris, V. Die gedruckten griechischen Beichtbücher zur Zeit der Türkenherrschaft. Ihr kirchenpolitischer Entstehungszusammenhang und ihre Quellen. Berlin und New York, 2009 (Arbeiten zur Kirchengeschichte, 111).
- Стивън Рънсиман. „Патриархът калвинист“, Християнство и култура, 2009, № 6.